# Brenda Fricker
Brenda Fricker, född 17 februari 1945 i Dublin, är en irländsk skådespelare som 1989 belönades med en Oscar för bästa kvinnliga biroll i Min vänstra fot.

## Filmografi, i urval
- 1986–2010 – Casualty (TV-serie)
- 1989 – Min vänstra fot
- 1992 – Ensam hemma 2 - vilse i New York
- 1993 – En brud på hugget
- 1996 – Juryn – A Time to Kill
- 1999 – Durango
- 2003 – Veronica Guerin - I sanningens tjänst
- 2004 – Call Me: The Rise and Fall of Heidi Fleiss
- 2004 – Huset vid Tara Road
- 2008 – Beautiful People (TV-serie)
- 2011 – Albert Nobbs